# Stazione di Castione dei Marchesi
Stazione di Castione dei Marchesi vasútállomás Olaszországban, Fidenza településen.

## Vasútvonalak
Az állomást az alábbi vasútvonalak érintik:
- Cremona–Fidenza-vasútvonal

## Kapcsolódó állomások
A vasútállomáshoz az alábbi állomások vannak a legközelebb:
- Stazione di Busseto
- Stazione di Fidenza